# Восточная Заря (Унечский район)
Восточная Заря — опустевший поселок в Унечском районе Брянской области в составе Старосельского сельского поселения.

## География
Находится в центральной части Брянской области на расстоянии приблизительно 33 км на восток по прямой от вокзала железнодорожной станции Унеча.

## История
Известен с 1930-х годов как одноименный колхоз. На карте 1941 года отмечен как поселок Дубровский с 38 дворами .

## Население
Численность населения: 9 человек (русские 100 %) в 2002 году, 0 в 2010.